# Próximo censo ucraniano

Gráfico de la demografía de la población de Ucrania, que muestra la disminución de la población de 1993 a 2022

El censo ucraniano de 2023 ( en ucraniano: 2023 Всеукраїнський перепис населення) fue realizado por el Servicio Estatal de Estadística de Ucrania. El último censo (y hasta ahora el único censo realizado en Ucrania independiente ) se realizó en 2001; tentativamente, se suponía que el próximo censo se realizaría diez años después, de acuerdo con las normas establecidas por las Naciones Unidas.
Sin embargo, el censo se retrasó cada año, hasta septiembre de 2013, cuando el segundo gobierno de Azárov fijó la fecha del censo en 2016. En diciembre de 2015, el segundo gobierno de Yatseniuk pospuso la fecha del censo hasta 2020. En octubre de 2019, el Servicio Estatal de Estadística de Ucrania confirmó que el censo nacional se realizará del 10 de noviembre al 23 de diciembre de 2020.
El censo de 2001 registró la población de Ucrania como 48,457,100 personas. Para 2018, esa población se había reducido a 43,952,300.